# Niceea
Niceea a fost un oraș grecesc antic din regiunea  Bitinia din nord-vestul Anatoliei, cunoscut în primul rând ca locul primului și al celui de-al doilea Sinod de la Niceea (primul și al șaptelea Sinod Ecumenic de la începutul Bisericii Creștine), pentru Crezul de la Niceea (adoptat la Primul Sinod) și drept capitală a Imperiului de la Niceea după cea de-a patra Cruciadă din 1204 și până la recucerirea Constantinopolului de către bizantini în 1261. Niceea a fost și capitala otomanilor din 1331 până în 1335.
Orașul antic era situat pe raza orașului turc modern İznik (al cărui nume se trage de la Niceea) și este situat într-o zonă fertilă la capătul estic al Lacului Ascanius, delimitată de șiruri de dealuri la nord și la sud. Este situat cu Zidul său de vest se înalță chiar din lac, oferind atât protecție împotriva asediului din acea direcție, cât și o sursă de aprovizionare greu de întrerupt. Lacul este suficient de mare încât să nu poată fi blocat cu ușurință de pe uscat, iar orașul era suficient de mare pentru a îngreuna orice încercare de a ținti portul cu armele de asediu de pe uscat.
Orașul antic era înconjurat din toate părțile de 5 km de ziduri de aproximativ 10 m înălțime. Acestea erau la rândul lor înconjurate de un șanț dublu pe porțiunile de pe uscat și includeau și peste 100 de turnuri în diferite locații. Se putea intra în oraș doar prin porțile mari de pe cele trei laturi ale zidurilor de pe uscat. Astăzi, zidurile au fost sparte în multe locuri pentru a face drumuri, dar o mare parte din clădirile timpurii supraviețuiesc; ca urmare, este o destinație turistică.

## Galerie

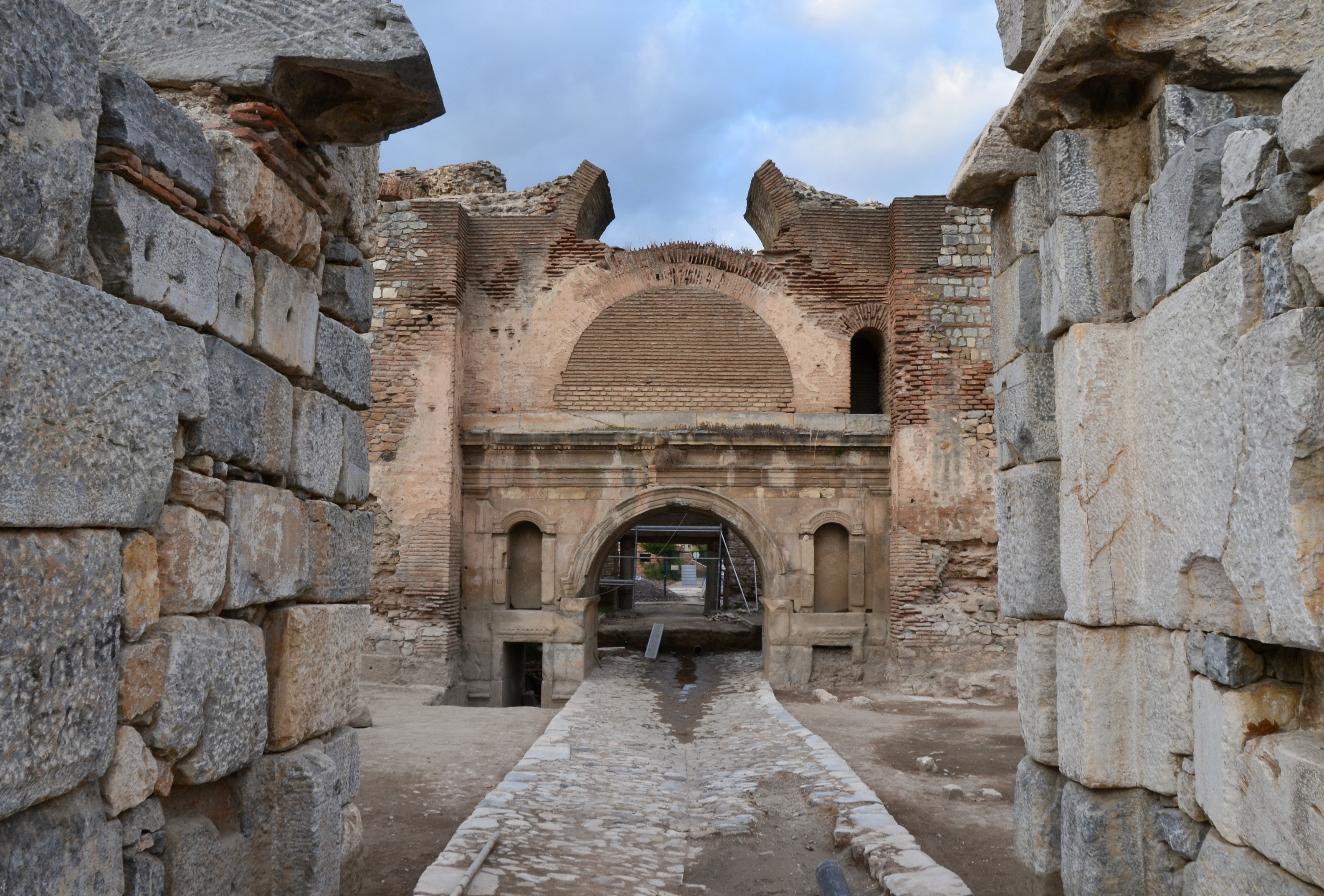
Poarta Constantinopolului
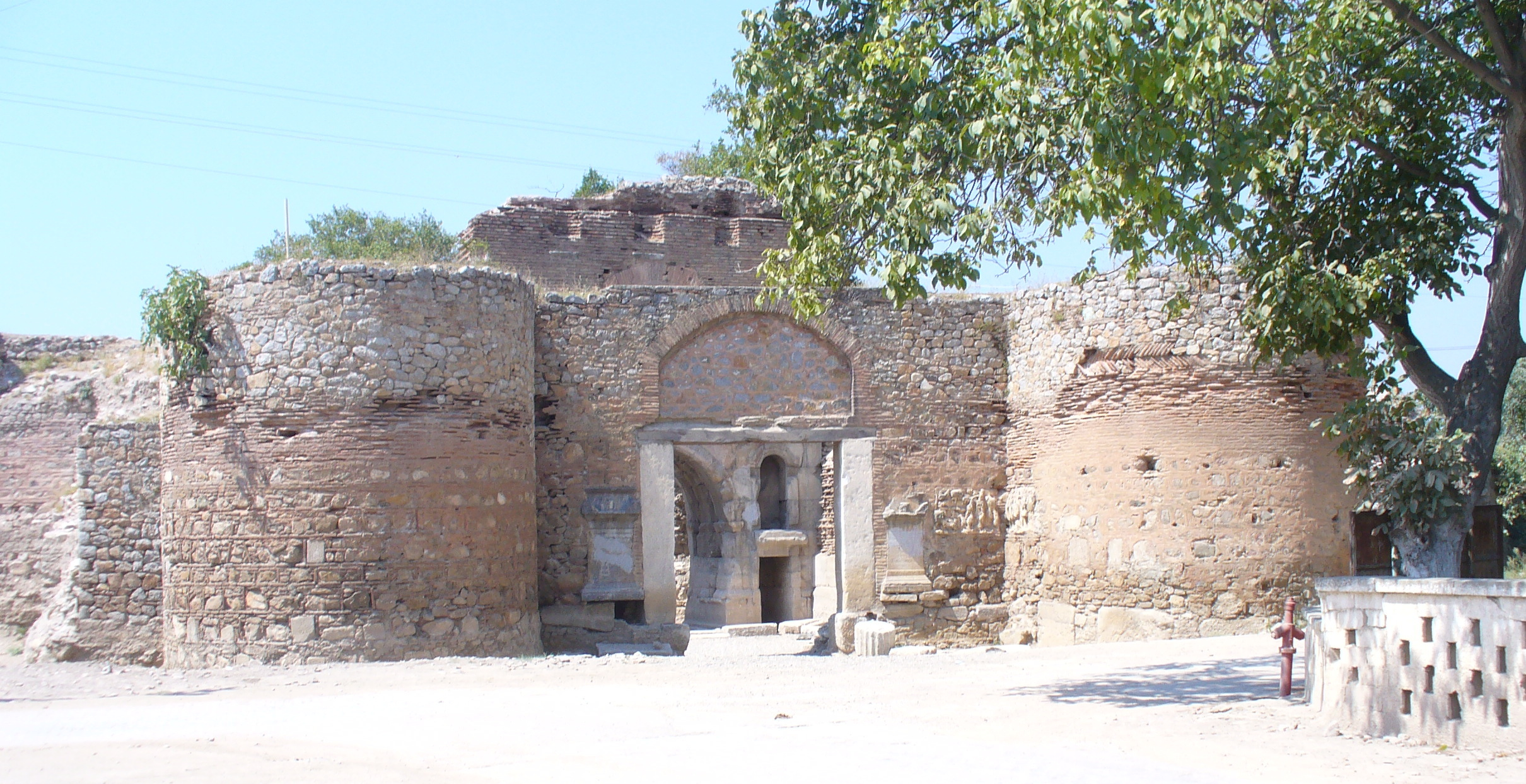
Poarta Lefke, parte din zidurile Niceei
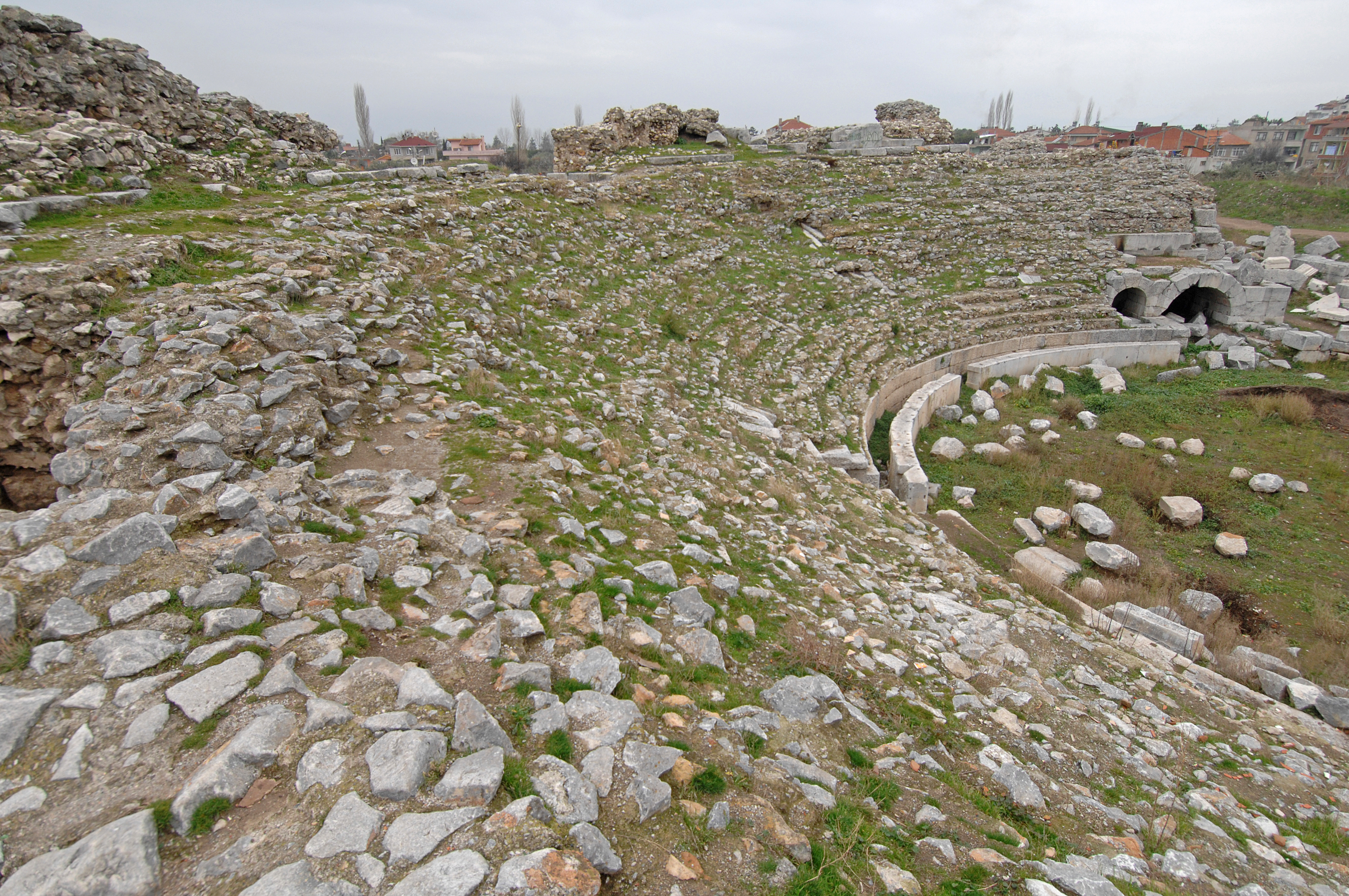
Teatrul, restaurat de Pliniu cel Tânăr
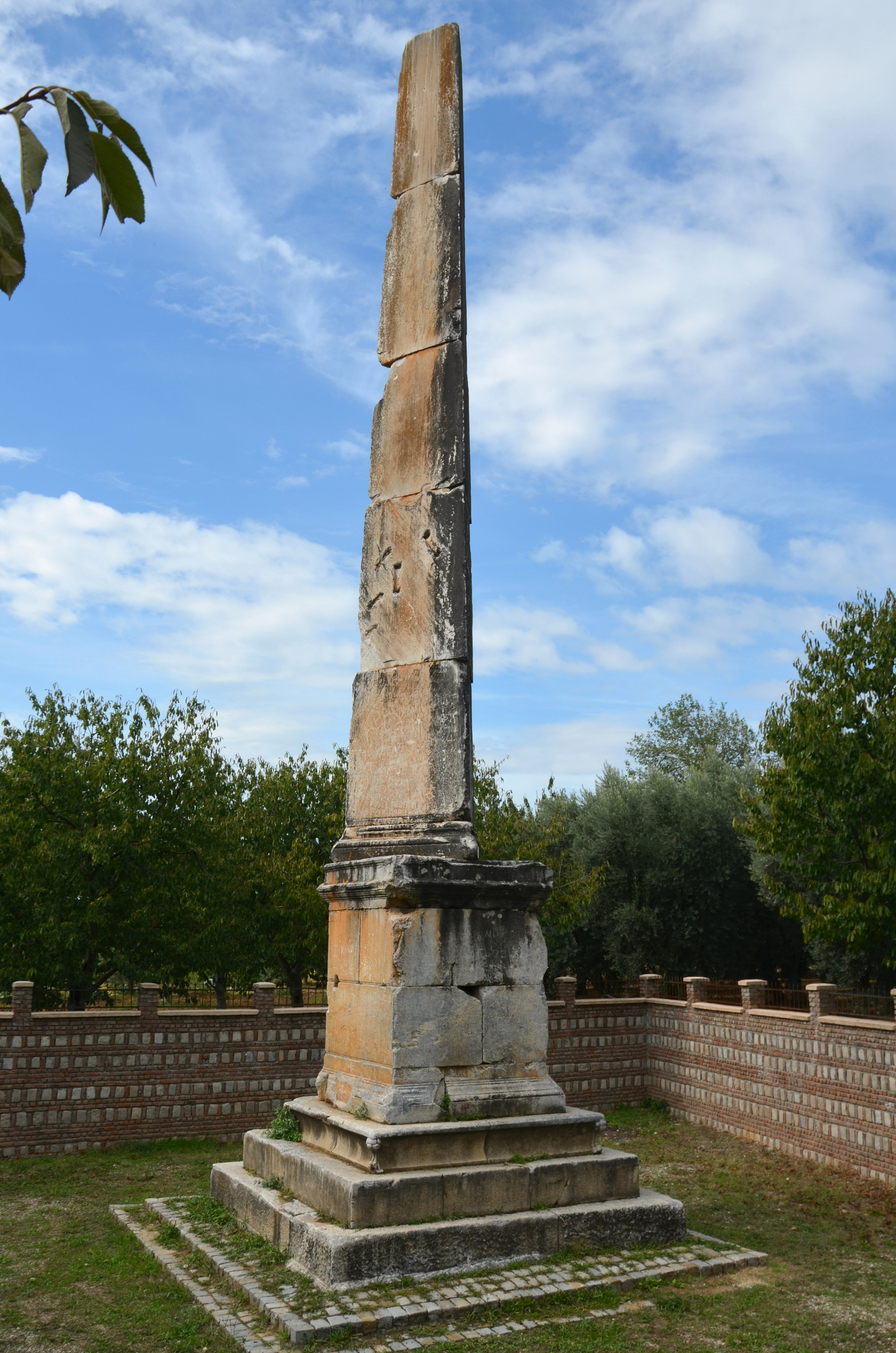
Obeliscul Beștaș, un monument funerar al lui Gaius Cassius Philieus, asemănător unui obelisc și situat în afara Niceei, secolul I d.Hr..
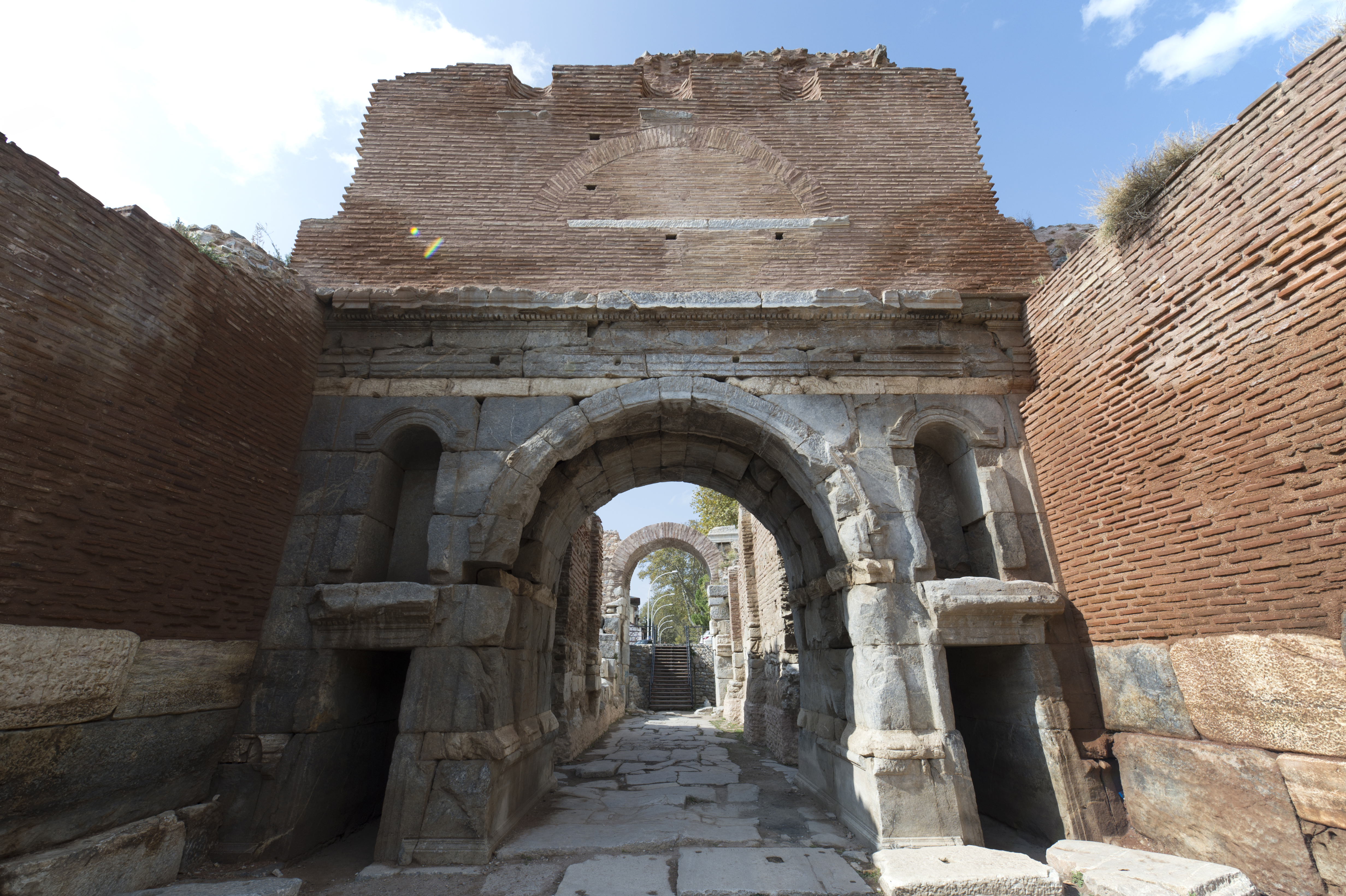
Zidurile İznikului la Poarta Lefke
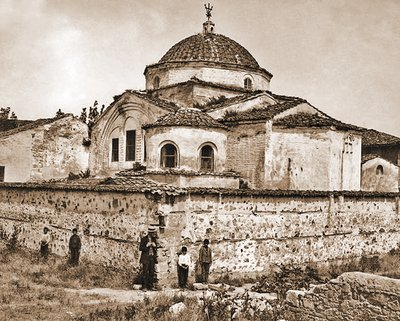
Biserica Adormirii din Niceea.
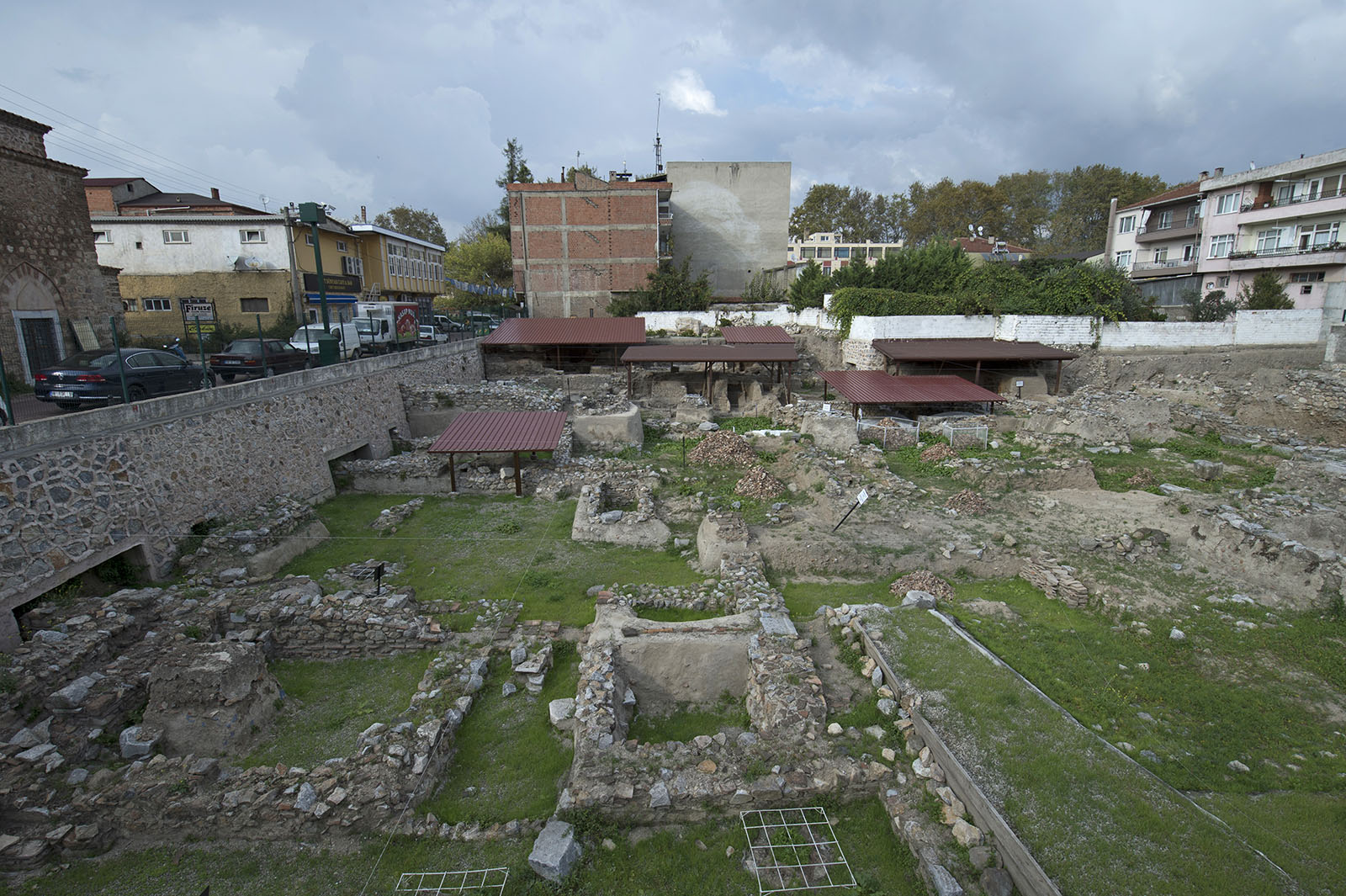
Excavarea topitoriei din Iznik
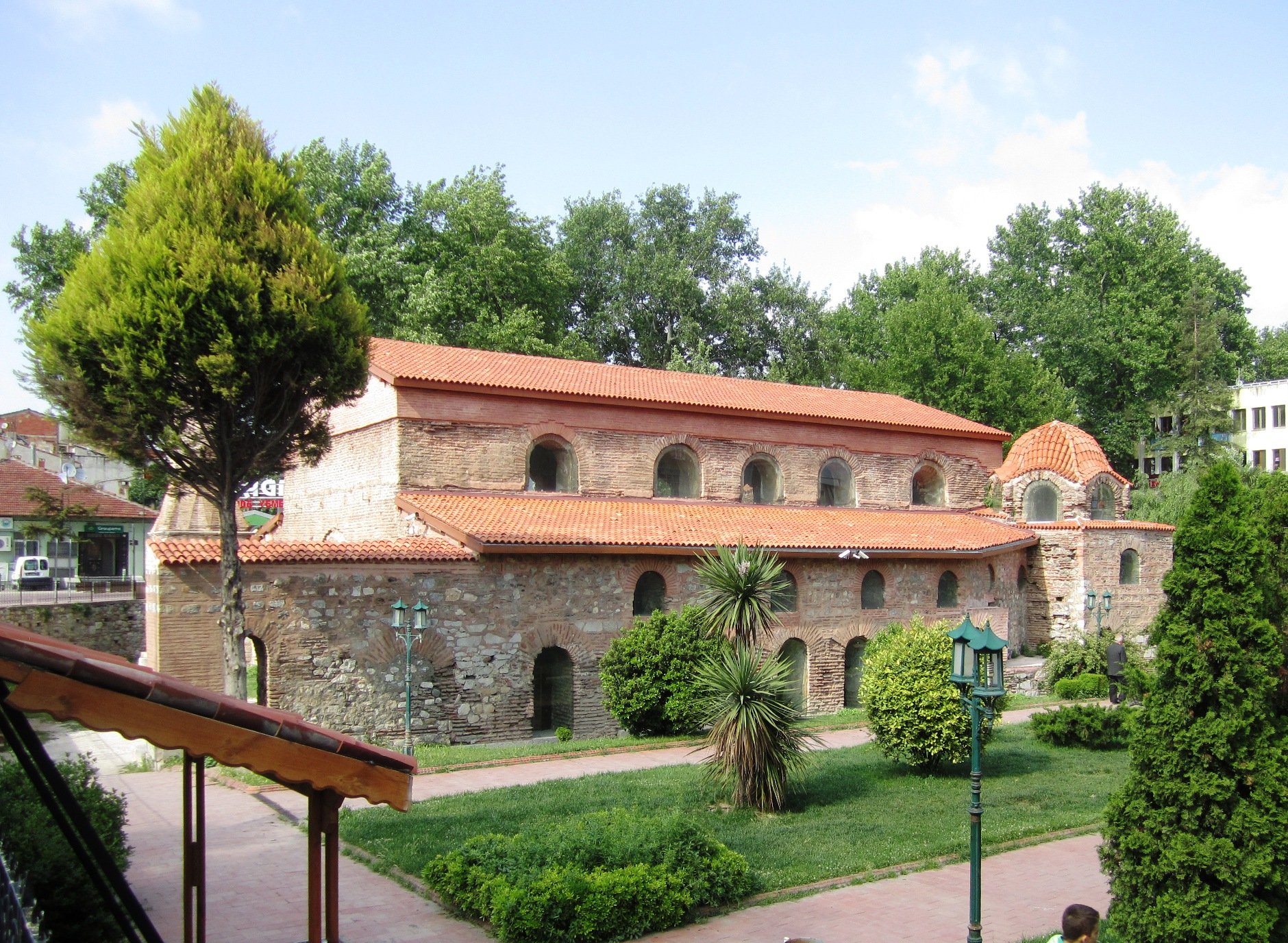
Hagia Sofia din Iznik în 2012